# Paris brennt
Paris brennt (Originaltitel: Paris Is Burning) ist ein US-amerikanischer Dokumentarfilm aus dem Jahr 1990. Der Film zeigt die Ballroom Culture in New York City in den 1980er Jahren und ist ein wichtiges Zeitzeugnis der Schwulen- und Transgenderszene sowie der afroamerikanischen und Latino-Community seiner Zeit.

## Inhalt
Der Film zeigt Szenen verschiedener Bälle in Harlem, die als Wettbewerbe in zahlreichen unterschiedlichen Kategorien organisiert sind. Die Teilnehmer gehen dabei ähnlich einem Laufsteg durch den Ballsaal und werden von Juroren anhand der „Echtheit“ („realness“) ihrer Drag-Darbietungen, ihrer Tanzkünste oder der Schönheit ihrer Kleidung beurteilt. Die Gewinner erhalten Trophäen.
Zwischen diesen Szenen besteht der Film aus Interviews mit Teilnehmern oder Besuchern dieser Wettbewerbe sowie Szenen aus deren Alltag. Die Interviewten erklären dabei wichtige Begriffe, Slangausdrücke und Konzepte der Ballroom Culture. Sie erklären, warum sie an den Wettbewerben teilnehmen oder diese besuchen. Einige der Interviewten erzählen von der Ballroom Culture als einem Ausweg aus einem homophoben und armutsgeplagten Alltag. Auch mit wenig Geld könne man bei einem Ball Anerkennung finden, wenn man Stil und Charisma habe. Zu den Interviewpartnern zählen Dorian Corey, Pepper LaBeija, Venus Xtravaganza, Octavia St. Laurent und Angie Xtravaganza.
Der Film behandelt die Wahlverwandtschaftsverhältnisse der Ballroom Culture. Einige der Interviewten wurden aufgrund ihrer sexuellen Orientierung oder Geschlechtsidentität von ihren Familien verstoßen. Die Ball- und Dragkultur greift dies direkt auf, indem alternative queere Verwandtschaften geschlossen werden. Die Ballteilnehmer organisieren sich in „Houses“, die nach bekannten Modemarken oder den berühmtesten Mitgliedern des House benannt sind. Dabei steht dem House eine „mother“ vor, die sich um ihre „children“ kümmert; im Falle von Armut oft auch mit Schlafplatz und Nahrungsmittel.
In einigen Szenen zeigt und erklärt Paris is Burning die Ursprünge der Tanzform Voguing, das eine eigene Kategorie bei den Bällen hat. Willi Ninja, einer der prominentesten Voguing-Tänzer, wird im Film interviewt.
Die transgeschlechtliche Venus Xtravaganza arbeitete als Sexarbeiterin, um sich Kleidung für Bälle zu kaufen, und wurde 1988, noch vor Vollendung der Dreharbeiten des Films, ermordet. Freunde von ihr sprechen im Film über den Mord und die Gewalt, die in der New Yorker Trans-Community gegenwärtig ist.

## Entstehung
Regisseurin Jennie Livingston sah 1985 einige Leute beim Voguing-Tanz im Washington Square Park zu und sprach sie an. Diese luden sie ein, einen Ball zu besuchen, um den Tanz verstehen zu lernen. In den folgenden zwei Jahren besuchte sie Bälle, fotografierte, lernte Teilnehmer und Besucher kennen und lernte auch sich selbst in ihrer eigenen queeren Identität stärker kennen. Schließlich begann sie mit ihren Filmarbeiten, die von 1987 bis 1989 dauerten.
Der Film selbst hatte ein Budget von ca. 250.000 US-Dollar; die Rechte an der im Film vorkommenden Musik kosteten weitere ca. 175.000 US-Dollar. Livingston erklärte, der Prozess, das Budget für den Film aufzutreiben, sei aufgrund von Skepsis gegenüber dem Filmkonzept sehr langsam verlaufen: kommerzielle Filmproduzenten wollten den Film wegen seiner Thematik nicht unterstützen, homosexuelle Produzenten oft aus rassistischen Vorbehalten gegenüber der schwarzen Schwulenszene ebenfalls nicht. Gelder kamen letzten Endes unter anderem von öffentlichen Kunstförderprogrammen der Stadt New York und dem National Endowment for the Arts.
Der Titel Paris is Burning bezieht sich laut Livingston auf einen jährlichen Ball, der von der Drag Queen Paris DuPree veranstaltet wurde, sowie auf das Verlangen, berühmt zu werden und „Paris zum Brennen zu bringen“.

## Inszenierung
Der Film verwendet Zwischentitel, um Begriffe darzustellen, die in den folgenden Szenen durch Interviews und Bildmaterial erklärt werden (zum Beispiel „House“, „legendary“, „reading“, „shade“ oder „mother“). Andere Zwischentitel enthalten die Namen von Interviewpartnern, die im Folgenden vorgestellt werden. Die Form von Zwischentiteln, wie der Film sie verwendet, wird mit ethnographischen Filmen verbunden.
Die Vergleich zwischen den verschiedenen Generationen von Ballteilnehmern wird durch die Platzierung im Film und durch ihren Schnitt dargestellt. Die ausführlichen Interviews mit den beiden älteren Teilnehmern Dorian Corey und Pepper LaBeija stehen zu Beginn des Films. Die Interviews mit den beiden sind unterbrochen von Ballszenen und zahlreichen Schnitten, die zwischen den beiden Interviewpartner hin- und herwechseln. Die beiden blicken nostalgisch auf die frühere Ballkultur zurück und sind kritischer gegenüber den Normen, die auf Bällen zu erreichen versucht werden, als die jüngeren Teilnehmerinnen. Die Interviews mit den beiden jüngeren Teilnehmerinnen Octavia St. Laurent und Venus Xtravaganza stehen dagegen gegen Ende des Films und sind ähnlich ineinandergeschnitten. Beide jüngeren Teilnehmerinnen sind trans und wollen geschlechtsangleichende Operationen; sie träumen von der Verwirklichung einer weiblichen Heteronorm, die sie durch die Bälle internalisiert haben. Als Frau durchzugehen (Passing), könnte ihnen Ruhm, Reichtum, Heirat und Kinder ermöglichen. Durch das folgende Scheitern, unter anderem den Mord an Venus Xtravaganza, will Livingston auch ein Scheitern der Überidentifikation mit den Normen der Ballkultur andeuten.
Die Hintergrund des Films besteht aus Liedern, die bei den tatsächlichen Bällen als Hintergrundmusik für die Wettbewerbe verwendet wurden. Die Musik deckt unterschiedliche Genres ab, kreist aber, so Escobedo Shepherd, um die Themen Freude, Anstrengung und Innovation.

## Themen und Motive
Paris is Burning wird oft in eine Strömung neuer queerer Ansätze im Independentfilm Anfang der 1990er Jahre eingereiht, dem New Queer Cinema. Daniel T. Contreras spricht dem Film allerdings eine Sonderrolle in der Strömung zu; „it offered a more sobering and artistically complicated vision of queer urban life than that offered by many of the other New Queer Cinema filmmakers“. Der Film sei einer der wenigen des New Queer Cinema, die auf direkte und komplexe Weise das Thema Race behandeln würden.
Keiner der im Film Auftretenden ist sichtbar weiß; die Interviewten sind Schwarz oder Latinos. Ihre Sehnsüchte und Träume, die sich an weißer Populärkultur (wie der Fernsehserie Der Denver-Clan) und Mode orientieren, stehen im Gegensatz zu ihrem tatsächlichen Leben.  Den Auftretenden bei den Bällen geht es in den Kategorien um „realness“, also die bestmögliche Annäherung an den Standard, nach dem bewertet wird; die Auftretenden möchten so heterosexuell, weiß, reich oder weiblich wie möglich wirken. Der Film spiegelt diesen Gegensatz wider, indem Interviews sich mit Szenen weißen New Yorker Alltagslebens der Mittelschicht (z. B. weiße Passanten auf der Park Avenue) abwechseln. Dabei wird oft darauf hingewiesen, diese Szenen seien genauso unauthentisch bzw. authentisch wie die Szenen der Bälle selbst; auch die weißen Passanten setzten sich in Szene, „thus demonstrating that everyone essentially is in drag“.
Der Film behandelt die Drag-Queen-Kultur und ihren Umgang mit Geschlechterrollen und geht auf komplexe Fragen innerhalb der Kultur ein, die die Intersektionalität von Race, Geschlecht und Klasse aufzeigen. Manche der Auftretenden sind transgeschlechtlich und verbinden ihren Wunsch nach einer geschlechtsangleichenden Behandlung mit ihrem Wunsch nach Reichtum und Aufstieg in einer rassistischen Gesellschaft; Venus Xtravaganza äußert etwa: „I want to be a rich white girl“.
Der Sinn für Mode, der in dem Film dargestellt wird, zeigt eine ungewöhnliche Uminterpretation des von der weißen Vorherrschaft definierten Geschmacks in Mode und Kunst durch People of Color. Contreras stellt dazu fest: „This is one of the missed joys of the film – the courageous, inventive creativity of queers of color in the most abject of circumstances“.

## Rezeption

### Veröffentlichung und Erfolg
Eine Kurzfassung des Films wurde im April 1990 in der BBC-Sendung Arena ausgestrahlt. Der Film in einer 58-minütigen Langfassung wurde erstmals im Juni 1990 auf dem LGBT-Filmfestival Frameline im Castro Theater in San Francisco und dem New Festival of Gay and Lesbian Film in New York auf Video gezeigt. In dieser Fassung fehlte noch ein Abspann, da hierfür das Geld fehlte. Bis der Film 1991 auf dem Sundance Film Festival aufgeführt wurde, erstellten Livingston und der Filmeditor Jonathan Oppenheim eine 71-minütige Verleihkopie des Films sowie einen siebenminütigen Abspann. Die Aufführung auf dem Sundance Film Festival sollte den Durchbruch für den Film bedeuten. Die Filmemacher boten den Film Miramax zum Verleih an, die aber zunächst ablehnten. Als der Film dann auf eigene Faust am 13. März 1991 im New Yorker Film Forum gezeigt wurde und zwei Wochen lang die höchste Zuschauerzahl pro Kinosaal in der Zeitschrift Variety hatte, nahm Miramax den Film in den Verleih. Am 9. August 1991 hatte Paris is Burning seinen US-weiten Kinostart. Bei größeren Vorführungen des Films wurden Spenden für die Homosexuellenbewegung und Bewusstseinsbildung für AIDS gesammelt, unter anderem am 7. August 1991 in Los Angeles.
Der Film spielte rund 4 Millionen US-Dollar an den Kinokassen ein und galt als herausragender finanzieller Erfolg für einen Low-budget-Dokumentarfilm. Alle überlebenden Interviewten des Films mit Ausnahme von Dorian Corey und Willi Ninja nahmen sich Anwälte, um potentiell in einem Rechtsstreit einen Anteil am finanziellen Erfolg des Films zu erhalten. Paris DuPree, deren Ball titelgebend für den Film ist, wurde nicht für den Film interviewt, wollte Livingston aber auf 40 Millionen US-Dollar verklagen wegen nicht eingeholter Rechte. Die Rechtsstreitigkeiten wurden nicht geführt, da Livingston unterschriebene Verzichtserklärungen von allen Beteiligten hatte. 1991 zahlte sie insgesamt 55.000 US-Dollar an 13 der im Film Auftretenden aus, je nach Länge der Auftrittsdauer im Film.
Der Film wurde am 23. September 1992 in einer 76-minütigen Version auf VHS veröffentlicht. Hierbei wird in einem Epilog erzählt, was in der Zwischenzeit aus einigen der im Film Auftretenden geworden ist.

### Auszeichnungen
Der Film gewann den Großen Preis der Jury als bester Dokumentarfilm auf dem Sundance Film Festival und den Teddy Award für den besten Dokumentarfilm auf der Berlinale 1991. Zu den anderen Auszeichnungen, die der Film gewann, zählen:
- San Francisco International Lesbian & Gay Film Festival 1990: Publikumspreis für den besten Dokumentarfilm
- GLAAD Media Awards 1992: Bester Dokumentarfilm
- Gotham Awards 1991: Open Palm Award
- Preis der International Documentary Association 1990

Der Film wurde bei den Oscars nicht als „bester Dokumentarfilm“ nominiert, was umstritten war und zu einer Änderung der Stimmberechtigung in der Kategorie im Jahr 1995 beitrug, da die existierende Regelung älteren, pensionierten Akademiemitgliedern die Stimmabgabe erleichterte.

### Filmkritik und feministische Theorie
Der Film spaltete die Filmkritik, je nachdem ob Kritiker die Sichtbarmachung des Films als radikal und neuartig empfanden oder aber als konservativ, da er die Sehnsüchte der Interviewten, sich in die weiße Konsumgesellschaft einzuordnen, verherrliche.

„Der Film blickt hinter die Masken und Kostüme und entdeckt Träume, Sehnsüchte und Wünsche, ausgesprochen von Selbstdarstellern, die sich unbefangen vor der Kamera äußern. Ein lebendiger und authentischer Einblick in eine Subkultur.“

Mehrere Kritikervereinigungen in den USA zeichneten Paris is Burning 1990 und 1991 als besten Dokumentarfilm aus; neben der National Society of Film Critics jene von Boston, Kansas City, Los Angeles und New York.
In der feministischen Theorie wurde der Film kontrovers diskutiert. bell hooks kritisierte in ihrem Essay Is Paris Burning? den kolonialen, scheinbar ethnographischen Blick Livingstons. Dieser reduziere die Ballroom Culture zu einem Spektakel für den weißen Zuseher. Dabei werde der Blickwinkel nicht als der einer weißen Person offenbart, sondern als allgemeingültig inszeniert. Judith Butler nahm den Film als Ausgangspunkt für Teile ihres Buches Körper von Gewicht.

### Wirkung
Der Film war an einem gesteigerten Interesse an der Tanzform Voguing maßgeblich beteiligt. Bereits vor Veröffentlichung des Films zeigte Livingston dem britischen Musikproduzenten Malcolm McLaren Ausschnitte des Films. Gemeinsam mit dem im Film auftretenden Willi Ninja brachte MacLaren 1990 die Dance-Single Deep in Vogue heraus, die es auf Platz 1 der US-Dance-Charts schaffte. Willi Ninja wirkte dabei am Gesang und im Musikvideo mit. Madonna führte mit ihrem weltweit erfolgreichen Lied Vogue, das rund einen Monat vor der Filmpremiere erschien, zu einer weiteren Popularisierung der Tanzform.
Die Musik des Films hatte Einfluss auf die elektronische Musikszene bis in die 2010er Jahre. Unter anderem die DJs Prince Language, Big Freedia, Del Marquis (Gitarrist der Scissor Sisters), Hercules and Love Affair und Light Asylum nennen den Film als wichtige Inspiration für ihr Schaffen. Der queere Hip-Hopper Zebra Katz schuf mit der Single Ima Read eine Hommage an die Ball Culture und an Paris is Burning. Vjuan Allure schuf mit Ballroom Beatz ein eigenes Genre, das von der Musik des Films beeinflusst ist.
Die berühmte Drag Queen RuPaul verwendete Zitate aus Paris is Burning in ihrer Musik und verwendete auch mehrere Elemente des Films in ihrer Castingshow RuPaul’s Drag Race.
Der Film Kiki (2016) der schwedischen Regisseurin Sara Jordenö schließt an Paris is Burning an und zeigt die Entwicklungen der New Yorker Ballroom-Szene.